# Хай-дайвинг на чемпионате мира по водным видам спорта 2017
Соревнования по хай-дайвингу на чемпионате мира по водным видам спорта 2017 проходили с 28 по 30 июля 2017 года в Будапеште, Венгрия.
Соревнования прошли на берегу Дуная, напротив здания венгерского парламента, где были сооружены временные вышки и бассейн для хай-дайвинга (27 метров для мужчин и 20 метров для женщин).

## Расписание
Соревнования прошли в двух дисциплинах: мужских и женских прыжках. Мужчины и женщины совершили по четыре попытки. В соревнованиях среди мужчин в финальный (четвёртый) раунд прошли 12 прыгунов в воду.
Дано местное (центральноевропейское) время (UTC+2).
| Дата         | Время | Стадии             |
| ------------ | ----- | ------------------ |
| 28 июля 2017 | 12:30 | Женщины 1 раунд    |
| 28 июля 2017 | 14:00 | Мужчины 1-2 раунды |
| 29 июля 2017 | 12:15 | Женщины 2-4 раунды |
| 30 июля 2017 | 12:00 | Мужчины 3-4 раунды |

## Медалисты
| Спортсмены | Золото                   | Золото | Серебро                 | Серебро | Бронза                    | Бронза |
| ---------- | ------------------------ | ------ | ----------------------- | ------- | ------------------------- | ------ |
| Мужчины    | Стив Ло Бю США           | 397,15 | Михал Навратил Чехия    | 390,90  | Алессандро де Росе Италия | 379,65 |
| Женщины    | Рианна Иффланд Австралия | 320,70 | Адриана Хименес Мексика | 308,90  | Яна Нестерова Белоруссия  | 303,95 |

## Медальный зачёт
| Место | Страна    | Золото | Серебро | Бронза | Всего |
| ----- | --------- | ------ | ------- | ------ | ----- |
| 1     | Австралия | 1      | 0       | 0      | 0     |
| 1     | США       | 1      | 0       | 0      | 1     |
| 3     | Мексика   | 0      | 1       | 0      | 1     |
| 3     | Чехия     | 0      | 1       | 0      | 1     |
| 5     | Беларусь  | 0      | 0       | 1      | 1     |
| 5     | Италия    | 0      | 0       | 1      | 1     |
| всего | всего     | 2      | 2       | 2      | 6     |